# 1,4-Dihydropyridin
Dihydropyridin ist eine chemische Verbindung bestehend aus einem sechsgliedrigen ungesättigten Ring, der ein Stickstoffatom besitzt. Sie bildet die Grundstruktur der Dihydropyridine, die in der Medizin als Calciumkanalblocker bei arterieller Hypertonie eingesetzt werden. Ihr ungesättigtes Analogon ist das Pyridin.

## Darstellung
Die Reduktion von Pyridin mittels Lithiumaluminiumhydrid ergibt ein Gemisch aus 1,4-Dihydropyridin, 1,2-Dihydropyridin und 2,5-Dihydropyridin. Reines 1,4-Dihydropyridin bildet sich aus Pyridin in Gegenwart organischer Magnesium- und Zink-Komplexe.
Zur Darstellung höher substituierter Pyridine verwendet man die Dihydropyridinsynthese nach Arthur Hantzsch.
Die Verbindung ist als reine Flüssigkeit recht instabil und färbt sich bei Raumtemperatur innerhalb von Minuten.

## Biologische Bedeutung
Dihydropyridin-Derivate (z. B. die Leitsubstanz Nifedipin, Amlodipin, Isradipin, Nitrendipin, Nimodipin oder Felodipin) können den Spannungsabhängigen L-Typ-Calciumkanal blockieren, also als Antagonisten wirken. Vor der genauen Funktionsaufklärung dieses Kanals wurde er daher als Dihydropyridin-Rezeptor bezeichnet.